# Älgö
Älgö est une localité secondaire de Suède dans la commune de Nacka située dans le comté de Stockholm.
Sa population était de 1 026 habitants en 2019.